# Транзитное ЛО
Транзи́тное ЛО (Транзи́тное ла́герное отделе́ние Дальстрой) — лагерное подразделение, действовавшее в структуре Дальстрой.

## История
Транзитное ЛО было организовано в 1951 году как Отдельный лагерный пункт и в дальнейшем реформировано в Лагерное отделение. Управление Транзитного ЛО располагалось в городе Магадане. В оперативном командовании оно подчинялось первоначально Главному управлению исправительно-трудовых лагерей Дальстрой, а позднее — Управлению северо-восточных исправительно-трудовых лагерей Министерства юстиции СССР (УСВИТЛ МЮ) (позднее УСВИТЛ передан в систему Министерства внутренних дел).
Единовременное количество заключенных могло достигать почти 5000 человек.
Транзитное ЛО прекратило своё существование в 1953 году.

## Производство
Основным видом производственной деятельности заключенных были строительные работы и работы на предприятиях обслуживания.